# Bølling (Egtved Sogn)
Bølling er en landsby 4 km sydøst for Egtved og 5 km nordvest for Vester Nebel. Den ligger i Egtved Sogn i Vejle Kommune, Region Syddanmark.
Bebyggelsen består i dag af en række gårde og en del huse. Tidligere var der skole, købmand og forsamlingshus (opført 1890). Forsamlingshuset brændte i marts 2016. Skolen blev nedlagt omkring 1970 og eleverne flyttet til Egtved Skole.
Øst for Bølling ligger der et område som hedder Bølling Skanse. Navnet er opstået fordi en soldat fra 2. Slesvigske Krig købte en gård i 1883 og kaldte gården Skansegården, sandsynligvis inspireret af at landskabet omkring Bølling Skanse godt kunne ligne skanserne omkring Dybbøl og at der lå en gård i Dybbøl der hed Skansegården.[kilde mangler]
KFUMs Soldatermission driver en genbrugsbutik i landsbyens tidligere købmandsbutik.

## Historie
På Knudsbølvej 22 sydvest for Bølling findes rester af et voldsted. Her lå Mastigård, som ifølge traditionen var en af Marsk Stigs gårde.[kilde mangler]

### Jernbanen
Bølling fik holdeplads på Kolding-Egtved Jernbane (1898-1930). Stationsbygningen, der lå 2 km nordøst for landsbyen Bølling, er bevaret på Roedsvej 17.